# Klosterbrüder
Klosterbrüder sind eine 1963 gegründete Rockband, die vor allem wegen ihrer Live-Auftritte in der DDR als Geheimtipp gehandelt wurde und als eine der „härtesten“ DDR-Rockgruppen galt. Seit 2000 tritt die Band wieder unter diesem Namen auf.

## Bandgeschichte
Nachdem sich die 1963 gegründeten Big Town Boys aufgelöst hatten und in den Sputniks und in Klosterbrüder aufgegangen waren, entwickelten sich Klosterbrüder schnell zu einer der härtesten Rockbands der DDR. Musikalisch orientierte sich die Amateurband an Colosseum und Jethro Tull und erlangte vor allem wegen ihrer spektakulären Liveauftritte sehr bald große Beliebtheit. Nach einigen Umbesetzungen präsentierte sich die Band ab 1969 in der Besetzung Dietrich Kessler (Tenorsaxophon, Querflöte), Detlef Kessler (Schlagzeug), Hans-Joachim Kneis (Gesang, Orgel, Klavier), Klaus Weigert (E-Bass), Lothar Kramer (Orgel, Klavier) und Jörg Blankenburg (Gitarre).
Erste Rundfunkaufnahmen schlossen sich 1970 an und mit ihren Titeln Fieber und Lied einer alten Stadt, das zum Rundfunkhit avancierte, schafften sie es sogar in das DDR-Fernsehen. Dietrich Kessler wurde 1972 musikalischer Leiter der Band. Nachdem die Bandmitglieder ein Studium an der Musikhochschule in Weimar aufgenommen hatten, erhielten sie Anfang der 1970er Jahre den Status als Berufsmusiker. Insbesondere wegen ihres kirchennahen Bandnamens und ihrer Bühnenshow gerieten sie jedoch immer wieder in das Visier der DDR-Behörden. Unter dem wachsenden Druck kam es im Sommer 1975 nach dem gemeinsamen Tourprojekt „Fusion“ mit der Stern-Combo Meißen zu Spannungen innerhalb der Band. Lothar Kramer blieb bei der Stern-Combo Meißen und Jörg Blankenburg gründete Reform. Die Band spielte bis zum Ende des Jahres weiter in kleinerer Besetzung. Ende 1975 wurde der Band seitens der Kulturverantwortlichen des Staates nahegelegt, den Namen Klosterbrüder abzulegen. Fortan heißt die Band mit einigen personellen Neuzugängen Magdeburg.
Nach der Wende startete die Band im Jahr 1992 unter dem Namen Magdeburg ihr Comeback. Seit dem 14. Januar 2000, als die Band gemeinsam mit Reform und dem Rock’n’Roll Orchester Magdeburg im Magdeburger Hotel Maritim auftrat, ist sie unter ihrem alten Bandnamen, Klosterbrüder, erfolgreich in Ostdeutschland unterwegs. Jörg Blankenburg ist außerdem Sporttrainer.
Sänger und Mitbegründer der Band, Hans-Joachim "Achim" Kneis starb 75-jährig am 16. Februar 2020, nachdem er, bereits schwer erkrankt, am 30. November 2019 im Mülsener „Amorsaal“ sein letztes Konzert mit den Klosterbrüdern gegeben hatte.

## Diskografie

### Single
- 1975: Lied einer alten Stadt auf „DT 64“ (Amiga)

### CDs
- 1993: Klosterbrüder – Eine Legende kehrt zurück (KDM)
- 1996: Wenn ich zwei Leben hätt (KDM)
- 2001: Klosterbrüder 2001 (3DVerlag)
- 2007: Klosterbrüder|Magdeburg – Die Größten Hits (Sony BMG Entertainment)
- 2020: Klosterbrüder|Magdeburg – Was wird morgen sein (SechzehnZehn / Buschfunk)

### Lieder auf Kompilationen
- 1975: Lied einer alten Stadt auf „Rhythmus 75“ (Amiga)
- 1995: Lied einer alten Stadt auf „Hier war ich Kind“ (Amiga)
- 1996: Fieber auf „BeatKiste Vol. 6“ (Buschfunk)
- 1999: Lied einer alten Stadt auf „DT 64-Story“ (Amiga)
- 2004: Was wird Morgen sein auf „Notenbude Vol. 2“ (Choice of Music)
- 2007: Lied …, Wir sind keine Automaten, Orient X-Press, Papas alter Hut, Frage die Augen auf „40 Jahre Amiga Vol. 8“ (Amiga)